# Peperomia cotyledon
Peperomia cotyledon là một loài thực vật có hoa trong họ Hồ tiêu. Loài này được Benth. miêu tả khoa học đầu tiên năm 1845.